# Isotoma tuckeri
Isotoma tuckeri är en urinsektsart som beskrevs av Christiansen och Bellinger 1980. Isotoma tuckeri ingår i släktet Isotoma och familjen Isotomidae. Inga underarter finns listade i Catalogue of Life.